# うたナビ☆7
うたナビ☆7（うたなびせぶん）は日本テレビで放送された音楽バラエティ番組である。

## 放送日時
- 2007年8月25日 13:30~15:00（サタデーバリューフィーバー内で放送）

## 概要
- 最新の音楽を様々な角度から紹介し、今聴くべきオススメの音楽とは何かをナビゲートしていく番組。

## 出演者
司会
- 田村淳（ロンドンブーツ1号2号）
- 田村亮（ロンドンブーツ1号2号）
- MEGUMI

ゲスト
- 山田優
- 島谷ひとみ
- いきものがかり

ナレーター
- 田中真弓
- デーブ・フロム

## 主なコーナー

### ご本人を直撃!芸人着ボイスランキング
- 今の音楽シーンに欠かせない携帯電話の着うた、着ボイス。ここでは、最近注目されているお笑い芸人の着ボイスにスポットを当てる。
- どんな着ボイスが人気なのか、2007年上半期の着ボイスランキングを紹介しながら、その上位に入った注目の芸人に芸能レポーターの奥山英志が直撃、その芸人の生ネタとともに紹介。

### 山田優の魅力を解析
- モデルとしても活躍し、抜群の歌唱力を誇る山田優。そんな彼女の歌を楽しむカギは、彼女の特技でもあるダンスだった。
- ここでは、山田本人に曲のダンスの振り付けを教えてもらいながら、実際にダンスに挑戦する。

### 主題歌売上順映画ランキング
- 今や切っても切れない関係にある映画と音楽。名作映画には「名主題歌」がつきもの。
- ここでは2007年上半期に最も売れた映画主題歌のランキングを発表しながら、その映画の名シーンを紹介していく。

### あの人のカチウタ
- 人には誰でも人生を支えた曲がある。それが「カチウタ」。人それぞれが持っているカチウタ、果たして有名人にはどんなカチウタがあるのか？
- ここでは、時代の主役となった有名人に自身のカチウタは誰のどんな曲なのかを聞いてゆく。今回のゲスト陣のカチウタも紹介された。

### スーパー作詞家・秋元康の歌詞の秘密
- アイドルから演歌に至るまで、幅広い楽曲の作詞を手がけ1980年代の歌謡界を築き上げてきた作詞家・秋元康。これまで作詞した曲は3500曲を超え、ヒット曲の裏には必ず彼の存在があった。
- そこで、ここでは秋元本人にヒット曲の歌詞の中に隠された秘密を語ってもらう。

### 夜の街の注目音楽・コールを体験
- 最近、新宿・歌舞伎町を中心に夜の街で話題になっている音楽「コール」。
- もともとは、ホストクラブなどで客を満足させる為のパフォーマンスの一種だったコールがいかにして人気音楽に発展していったのか、芸人の柳原可奈子とモデルの太田在、スザンヌがホストクラブに潜入し、実際にコールを体験しながらその人気の秘密を探る。

### 亮ナビ
- このコーナーは、番組司会の田村亮が今回のゲストに亮オススメの人気商品をプレゼントする。

## スタッフ
- 企画：中村英明（日テレ）
- 構成：ヒロハラノブヒコ、島津秀泰、桝本壮志、藤井靖大
- TM：江村多加司
- SW：木村博靖
- CAM：水梨潤
- AUD：藤雅樹
- VE：各務裕之
- 照明：小笠原雅登
- 技術協力：イマジカ、ムーンクラフト
- TK：桜井えみこ
- 音効：黒澤隆昌（佳夢音）
- 編集：平原卓治
- MA：指田高史
- タイトル：アパッシュ
- 美術：松崎純一
- デザイン：本田恵子
- 美術協力：日テレアート
- リサーチ：フォーミュレーション
- デスク：岡田真美
- 協力：東宝、宮崎県庁、On-Stage、楽天市場、Amazon.co.jp、ビクターエンタテインメント、宮崎県漁業協同組合
- 制作協力：ロール・ワン、ゴッドキッズ
- AP：佐々木雅子、山崎みみ
- ディレクター：川本良樹、萩原哲也、又吉真平
- 演出：小江翼（日テレ）
- プロデューサー：江成真二（日テレ）／林田竜一（ロールワン）、藤本弘志（ゴッドキッズ）
- チーフプロデューサー：土屋泰則（日テレ）
- 製作著作：日テレ